# Сопду
Сопду (Сопту) — в стародавньоєгипетській міфології бог-захисник північно-східних кордонів Стародавнього Єгипту від агресивних номадів та інших зовнішніх ворогів, мабуть, семітського походження. Зображався в семітській манері: в образі бородатого чоловіка з довгим волоссям і двома пір'їнами на голові. Рідше зображувався в образі сокола. Функції Сопду передбачали також покровительство єгиптян у боротьбі з гіксосами і в завойовницьких походах на Синай і в Східне Середземномор'я. Пізніше, разом з іншими другорядними богами, став ототожнюватися з Бесом.

## Сопду в ієрогліфах
Сопду
| M44 | G43 |